# تاش‌دام‌لار (چلیخان)
تاش‌دام‌لار {{ترکی|Taşdamlar) (به کردی: Şerefhan) یک منطقهٔ مسکونی کردنشین در ترکیه است که در چلیخان واقع شده‌است.